# Emy Drăgoi
Emy Drăgoi (né le 10 août 1976 à Poiana Vărbilău, Prahova) est un accordéoniste roumain de jazz.

## Biographie
Né dans une famille d'accordéonistes, il étudie au Liceul de Artă à Ploiești, puis à la Bill Evans Jazz Academy à Paris, où il étudie le piano. Après avoir obtenu son diplôme, il collabore avec plusieurs groupes, abordant différents styles de jazz. Parmi ses albums figurent Accordeon Stiple, enregistré avec le pianiste Antoine Hervier, Baladă pentru Claudia, enregistré en 2004, et Etnofonia, sorti en 2008 dans 32 pays et marqué par les influences de son pays d'origine.
En France, il est surnommé le « roi du jazz à l'accordéon ».

### Articles de presse
- (ro) « ro-iff.ro », 30 janvier 2010.
- (ro) « TVR », 28 octobre 2009 (archivé sur Internet Archive).
- (ro) « Ploiești: Emy Drăgoi a cucerit Franța cu acordeonul », sur Adevărul, 10 octobre 2009
- (ro) Oltea Serban-Parau, « Acordeonul... mon amour », sur Ziarul de Duminică, 15 septembre 2006.
- (ro) Alexandru Șipa, « „Nopți albe de acordeon“ la București », Observator cultural, no 444,‎ octobre 2008 (lire en ligne).
- (ro) Corina Pavel, « Regele acordeonului: Emy Dragoi », Formula AS, no 785,‎ 2007 (lire en ligne).
- (ro) Corina Pavel, « Emy Dragoi - "Daca Dumnezeu e cu mine, pot sa fac orice pe lumea asta », sur Formula AS.
- (ro) Dana Cobuz, « Oui, un român e regele acordeonului în Franța! », sur Jurnalul Național, 26 octobre 2010.